# 天星乡 (岑巩县)
天星乡，是中华人民共和国贵州省黔东南苗族侗族自治州岑巩县下辖的一个乡镇级行政单位。

## 行政区划
天星乡下辖以下地区：
天星村、山岗村、毛坪村、官庄村、地城村、孔塘村、东冲村、河塘村、栗园村、野牛山村和民冲村。